# Hyposialie
Une hyposialie est une production de salive faible entraînant une xérostomie c'est-à-dire une sécheresse buccale.
Elle peut être due à des facteurs exogènes (par exemple, la consommation de cannabis). Les patients soignés par radiothérapie des ganglions, de la gorge ou de la bouche peuvent être atteints d'hyposialie. C'est un symptôme fréquent dans le cas du syndrome de Gougerot-Sjögren.